# Leungo Scotch
Leungo Scotch, född 28 februari 1996, är en friidrottare från Botswana. Han deltog vid olympiska sommarspelen 2020.